# Гай Батлер
Гай Монтегю Батлер (англ. Guy Montagu Butler; нар. 25 серпня 1899 — пом. 22 лютого 1981) — британський легкоатлет, який спеціалізувався в бігу на короткі дистанції.

## Із життєпису
Чемпіон (1920) та бронзовий призер (1924) Олімпійських ігор в естафеті 4×400 метрів.
Срібний (1920) та бронзовий (1924) олімпійський призер у бігу на 400 метрів.
Учасник Олімпійських ігор-1928 (зупинився на чвертьфінальній стадії у бігу на 200 метрів).
Ексрекордсмен світу з бігу на 300 ярдів.
Чемпіон Англії з бігу на 220 ярдів (1926) та 440 ярдів (1919).
Завершив спортивну кар'єру 1928 року, по закінченні якої працював тренером та зробив значний внесок у кінозйомку бігу легкоатлетів.
Був одним із радників з переобладнання лондонського стадіону «Вайт Сіті» на легкоатлетичну арену, на якій упродовж 1932-1970 проводились національні чемпіонати з легкої атлетики.
Працював легкоатлетичним кореспондентом газети «The Morning Post».
Випускник Кембриджського університету.

## Основні міжнародні виступи
| Рік  | Змагання         | Місто     | Місце | Дисципліна |
| ---- | ---------------- | --------- | ----- | ---------- |
| 1920 | Олімпійські ігри | Антверпен | 2     | 400 м      |
| 1920 | 1                | 4×400 м   |       |            |
| 1924 | Олімпійські ігри | Париж     | 3     | 400 м      |
| 1924 | 3                | 4×400 м   |       |            |
| 1928 | Олімпійські ігри | Амстердам | 3чф4  | 200 м      |